# Droga N999 (Holandia)
Droga prowincjonalna N999 (nid. Provinciale weg 999) – droga prowincjonalna w Holandii, w prowincji Groningen. Łączy drogę prowincjonalną N363 w Uithuizen z drogą prowincjonalną N46 w Garsthuizen.
Na trasie Uithuizen - Garsthuizen przyjmuje ona kolejno nazwy: Dingeweg, Snik, Havenweg, Rondweg, Molenhorn i Eppenhuizerweg.